# Пунтленд
Пунтленд је фактички независна држава која се налази у североисточном делу међународно признате државе Сомалије.

## Историја и статус
Име Пунтленда потиче од античке земље Пунт, која је трговала са древним Египћанима. Локација земље Пунт није тачно утврђена, али се претпоставља да се налазила негде на Рогу Африке.
Држава Пунтленд формирана је 1998. године и управљала је собом потпуно самостално све до 2004. године, када постаје једна од федералних јединица Сомалије. Међутим, 2010. године се представници Пунтленда повлаче из учешћа у влади Сомалије, тако да Пунтленд поново постаје потпуно самосталан.
За разлику од суседног Сомалиленда, власти Пунтленда не сматрају Пунтленд независном државом, већ једном од федералних јединица будуће федералне Сомалије. Неколико градова на обали Пунтленда су уточиште сомалских пирата.
У априлу 2024, Пунтланд је најавио да ће функционисати као функционално независна држава усред спора око уставних промена у Сомалији.

## Градови
Према територији коју је Пунтленд контролисао у Марту 2011. године, значајнији градови ове државе су:
- Гарове (главни град)
- Босасо
- Северни Галкајо
- Бадан
- Кардо

## Демографија
Становништво Пунтленда чине етнички Сомалци, углавном из клана Дарод.

## Галерија
- Град Босасо 2009. године
- Председничка резиденција у граду Гарове